# Francisco Iturrino
Francisco Iturrino (1864-1924) est un peintre post-impressionniste espagnol, proche des fauvistes, et ayant passé une partie de sa carrière en France.

## Biographie
Francisco Iturrino déménage à Bilbao en 1872. Il part étudier à l'Académie royale des Beaux-Arts de Bruxelles, où il se lie avec le peintre Henri Evenepoel et rencontre le critique et collectionneur Octave Maus.
Il expose à Paris pour la première fois en 1901, grâce à Gustave Coquiot au Salon des indépendants (mai 1901). Il rencontre alors Pablo Picasso avec qui il se lie, et fréquente l'entourage du marchand Ambroise Vollard qui les expose en juin-juillet 1901. Vollard l'expose de nouveau en mai 1902, et jusqu'en 1904.
Par la suite, il repart en Espagne et installe son atelier à Séville.
En 1910-1911, il voyage au Maroc en compagnie de Henri Matisse. Il expose en octobre au Salon d'automne une quantité importante de ses œuvres.
En 1919, une grande exposition personnelle est organisée au Círculo de Bellas Artes de Madrid.
En 1920, le critique Élie Faure organise une exposition sur son œuvre à la galerie Rosenberg (Paris).

## Iconographie
Il existe quatre portraits célèbres représentant le peintre Iturrino :
- L'Espagnol à Paris (De Spanjaard in Parijs, 1899) de Henri Evenepoel, huile sur toile, musée des beaux-arts de Gand.
- Portrait d'Iturrino (1901), de Pablo Picasso, huile sur toile[3].
- Portrait d'Iturrino ou Portrait d'un guitariste espagnol (1914), d'André Derain, huile sur toile, Centre Pompidou[4].
- Retrato de Iturrino (1919) par Juan de Echevarría, huile sur toile.

## Galerie

Œuvres de Francisco Iturrino
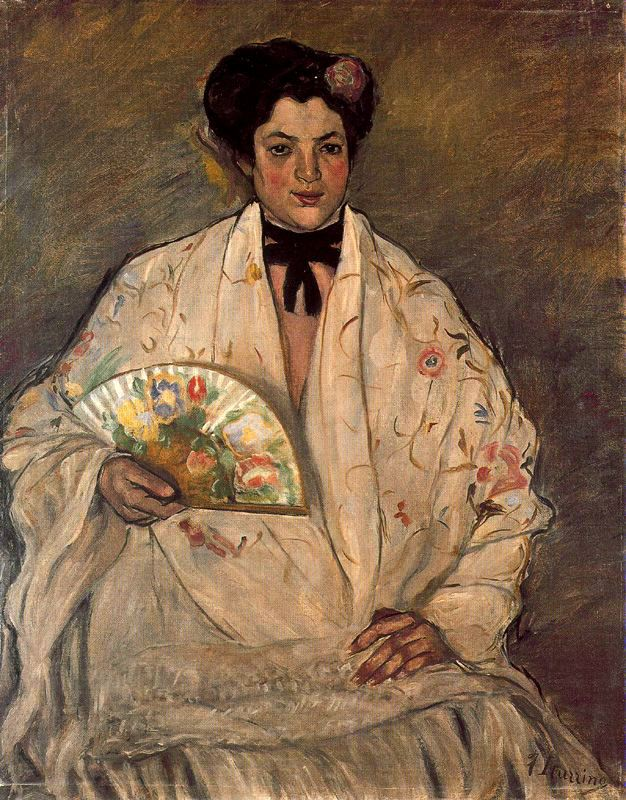
La Mujer del abanico (1899-1901), huile sur toile, 94 x 73 cm, musée des beaux-arts de Bilbao.
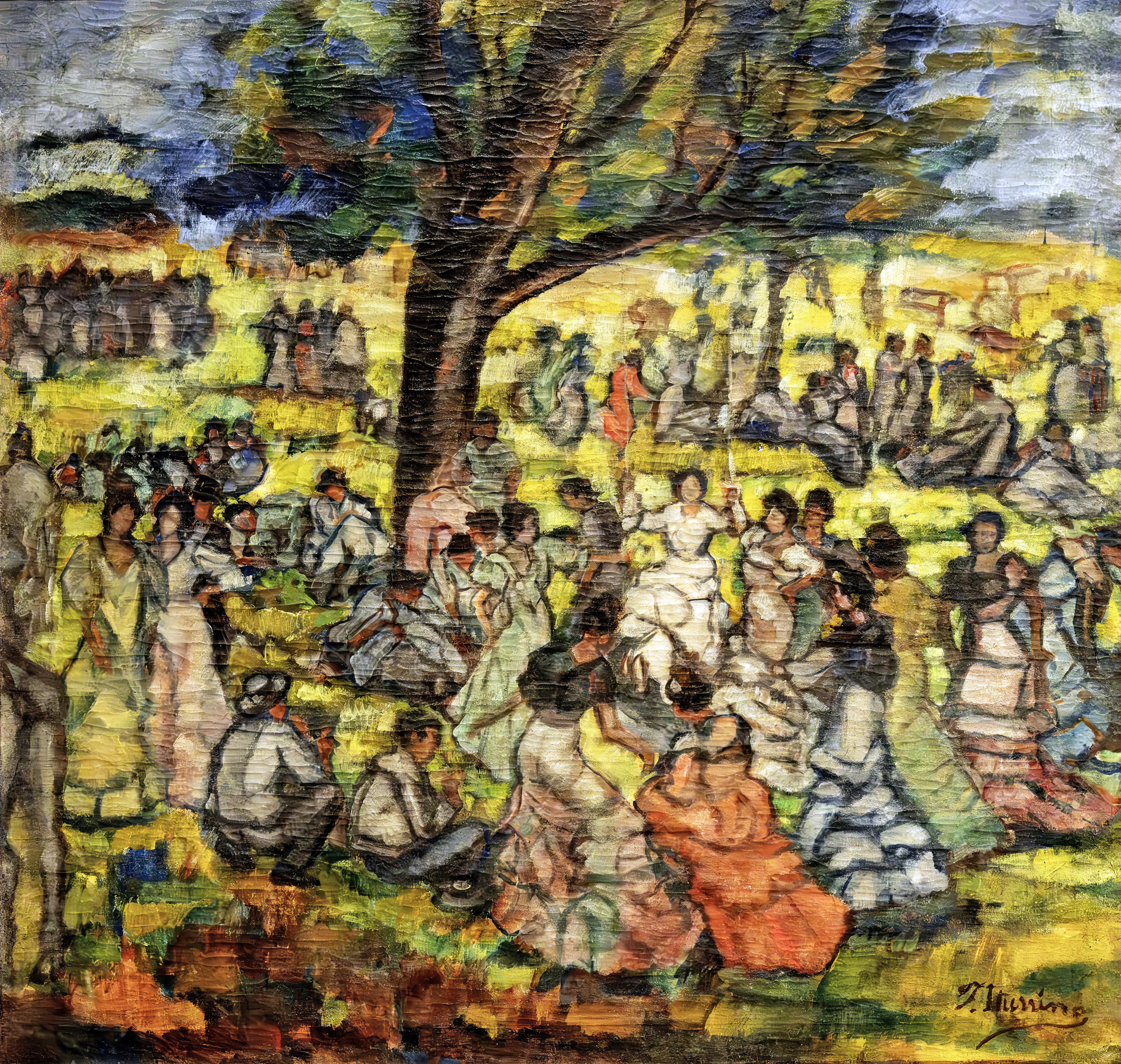
Une journée à la campagne, (1905-1911), Musée national d'Art de Catalogne[5].
Femmes - (1905-1915), MNAC[6]
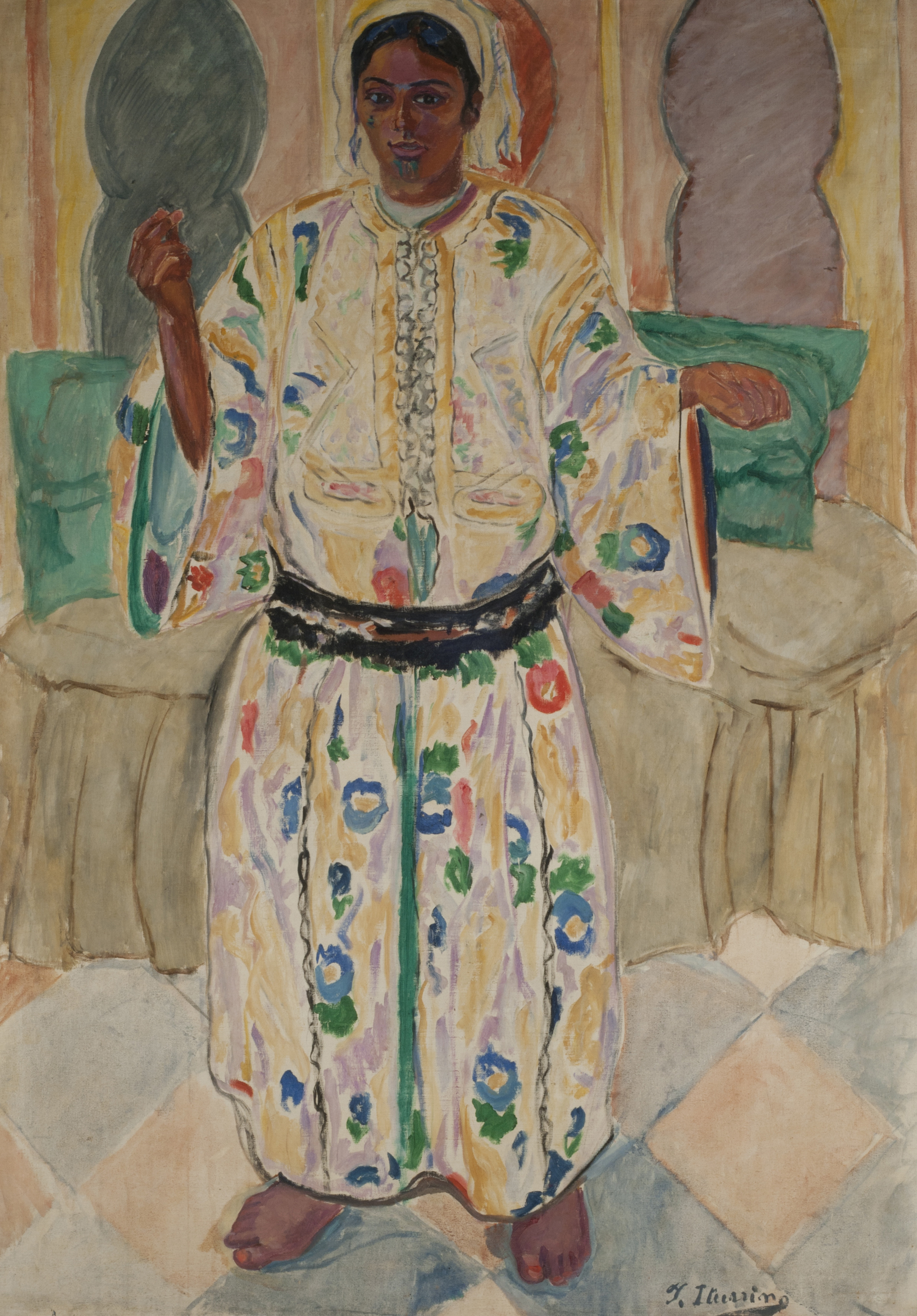
Mujer mora (1911-1912), huile sur toile, 138 x 100 cm, musée national des beaux-arts d'Argentine.
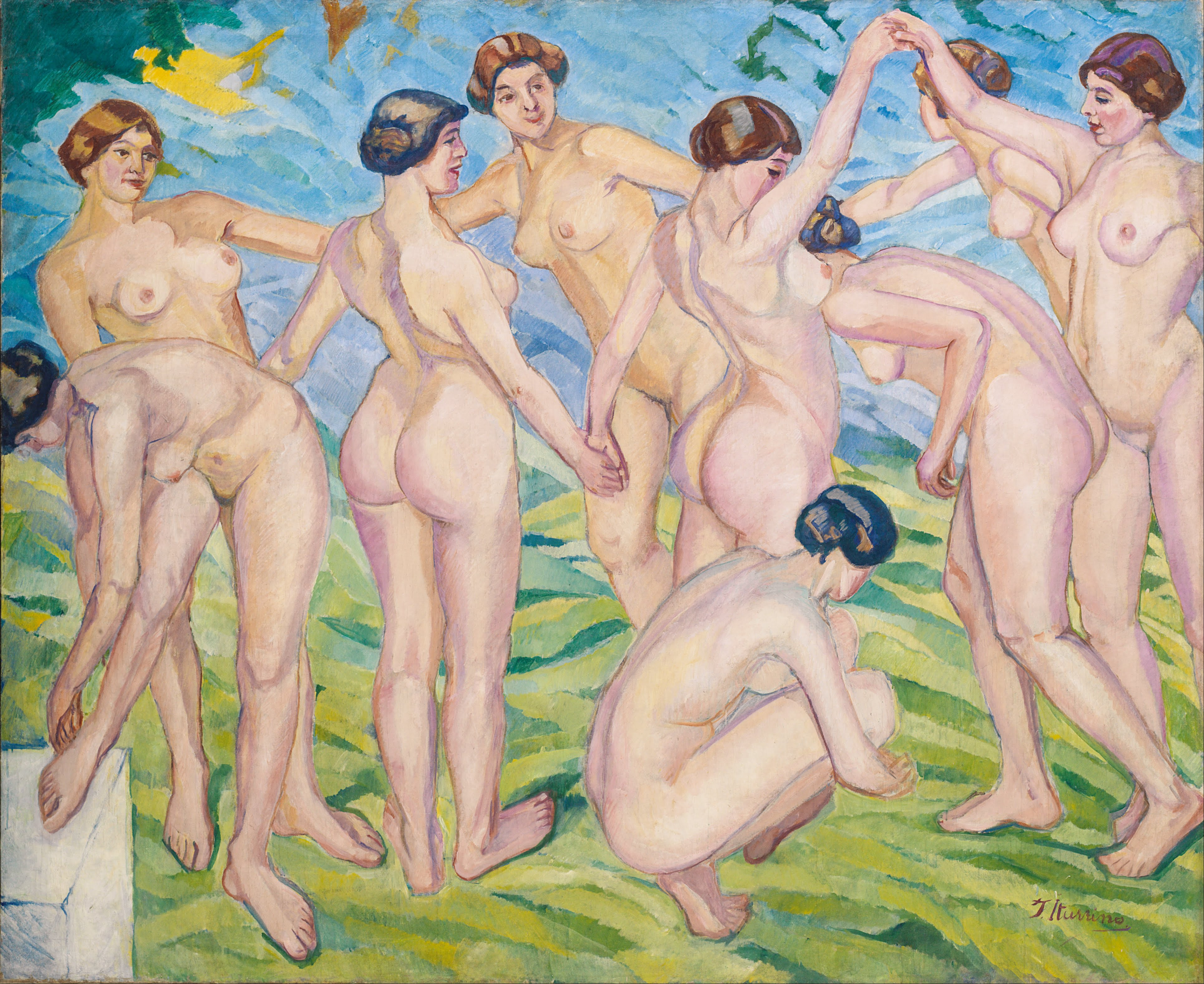
Desnudos, (1916-1918), huile sur toile, 140 x 173 cm, musée des beaux-arts de Bilbao.